# Trosa församling
Trosa församling är en församling i Södertälje kontrakt i Strängnäs stift. Församlingen omfattar hela Trosa kommun i Södermanlands län och utgör ett eget pastorat. Kyrkoherde sedan 2021 är Ulf Engström.

## Administrativ historik
Församlingen bildades 2010 genom att de tre tidigare församlingarna Trosa stadsförsamling, Västerljungs församling och Trosa-Vagnhärads församling lades samman.

## Kyrkor
- Trosa stads kyrka
- Trosa lands kyrka
- Västerljungs kyrka
- Vagnhärads kyrka